# TBR-toren

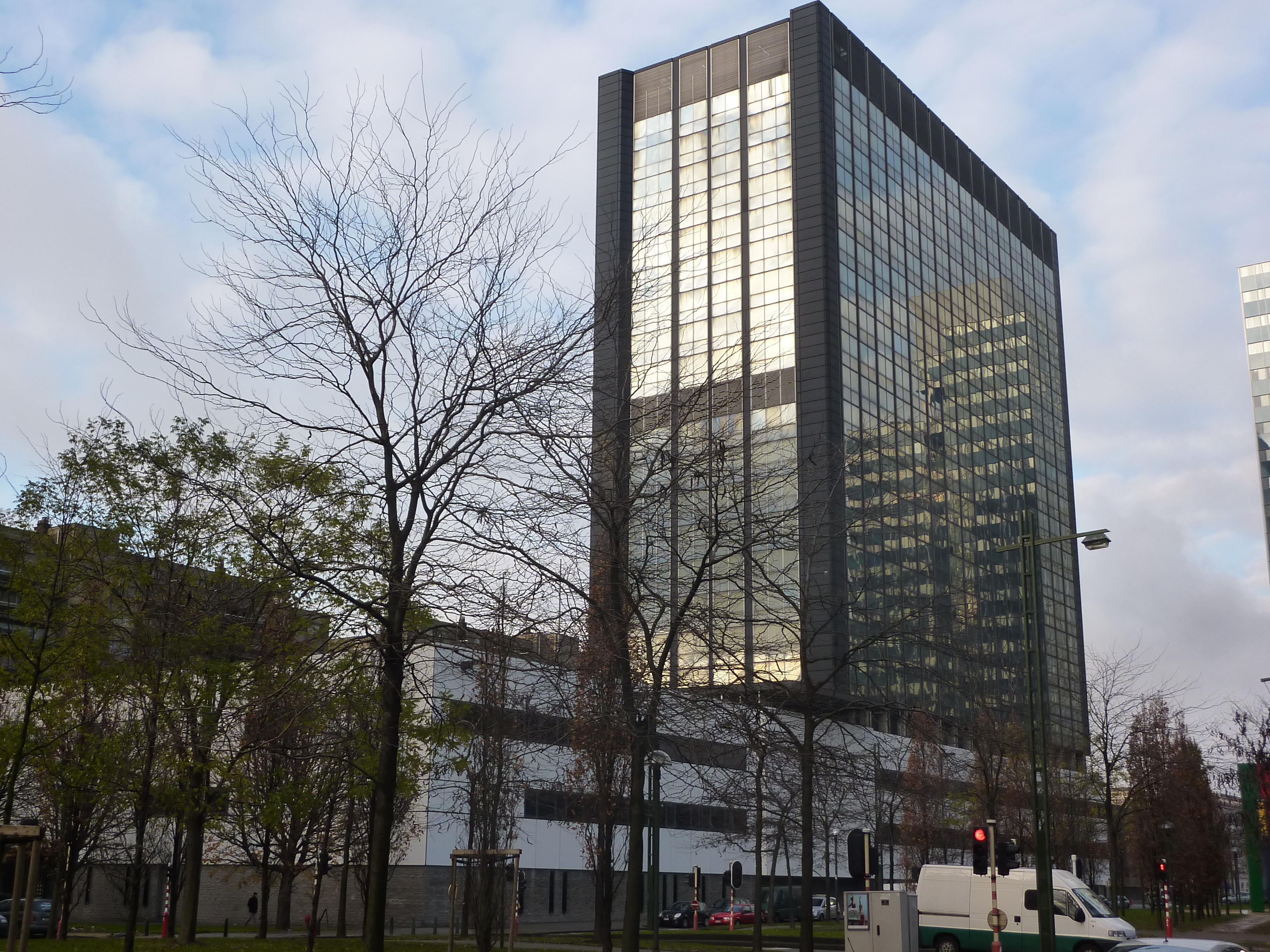
TBR-toren

De TBR-toren was een kantoorgebouw gelegen op de Koning Albert 2-laan in Brussel. De wolkenkrabber was gelegen in de Noordruimte, het zakelijke district van de stad, en bevond zich op enkele meters van het station Brussel-Noord.

## Geschiedenis
Deze toren werd in de jaren 70 opgetrokken in het kader van het 'Manhattanplan'.
Het gebouw telde 23 verdiepingen en bereikte een hoogte van 84 meter waarmee het op een gedeelde 44ste plaats stond qua hoogste gebouwen van België.
Gedurende jaren heeft het toenmalige Belgische telecombedrijf R.T.T. (nu Belgacom) in deze toren zijn intrek gehad. Vandaar dat de toren ook soms RTT-toren werd genoemd.
In 2006 had een bouwpromotor plannen om de toren, die al jaren volledig leegstond, te renoveren en uit te breiden, ofwel in de breedte ofwel in de hoogte (naar 46 verdiepingen). Dit project kreeg de naam 'Brussels Tower'.
Beide plannen werden door de stad Brussel afgewezen, na hevig buurtprotest.
In juli 2012 werd bekend dat de plannen goedgekeurd waren. Begin 2013 begon de afbraak van het oude complex. De vernieuwde toren was ontworpen door het bureau Jaspers-Eyers en had al de bijnaam "Tetris-toren" gekregen.
Ook dit project ging uiteindelijk niet door. In 2017 werd de toren volledig afgebroken. De toren is vervangen door twee ellipsvormige torens, de Möbiustorens.

## Fotogalerij

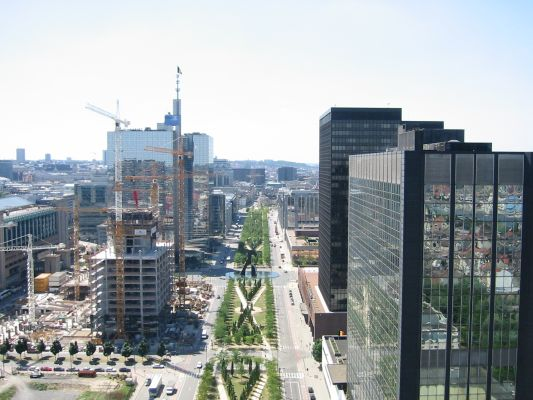
De Noordruimte in 2003 met TBR-toren vooraan rechts
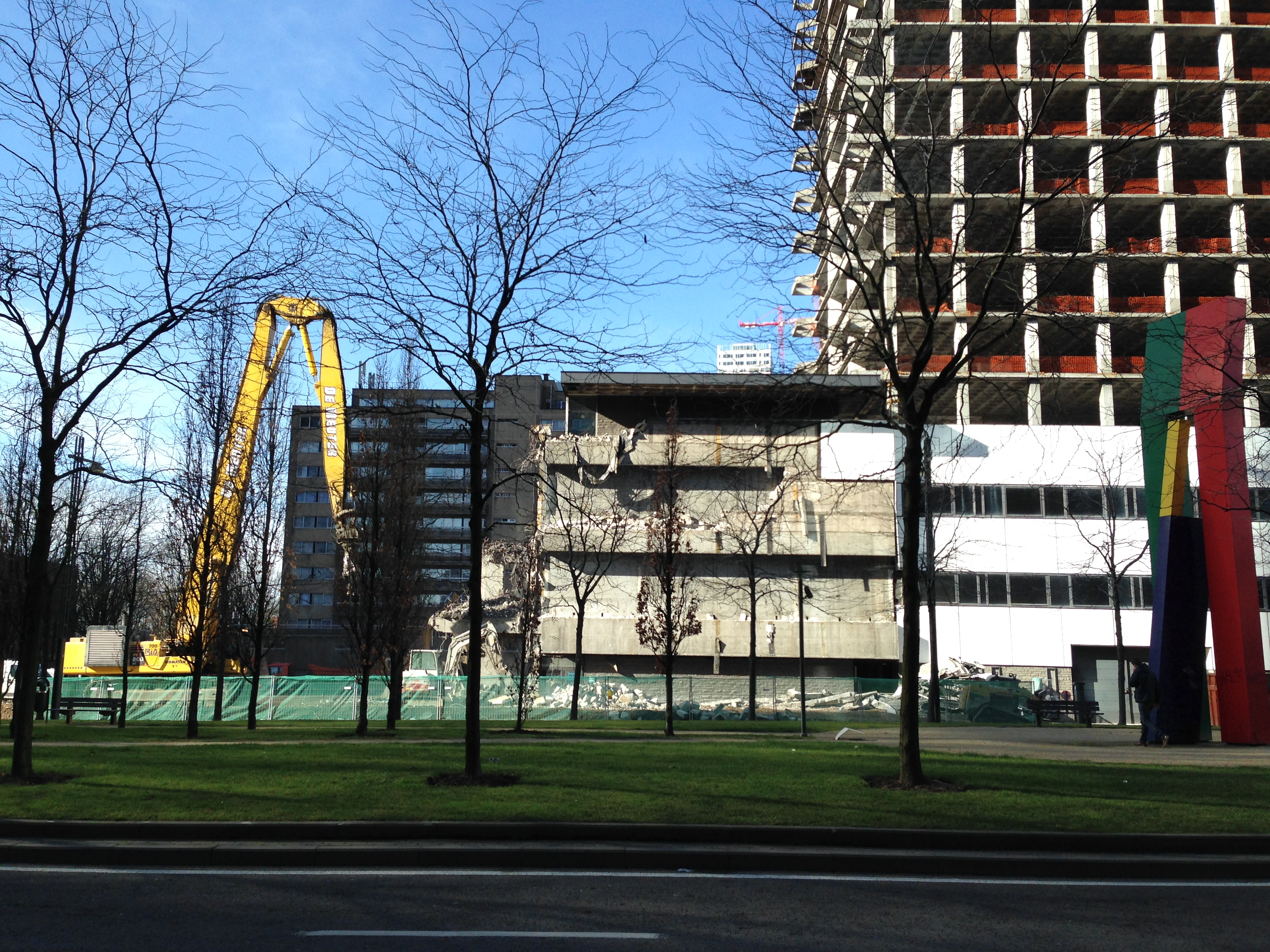
sloop van een vleugel in februari 2014
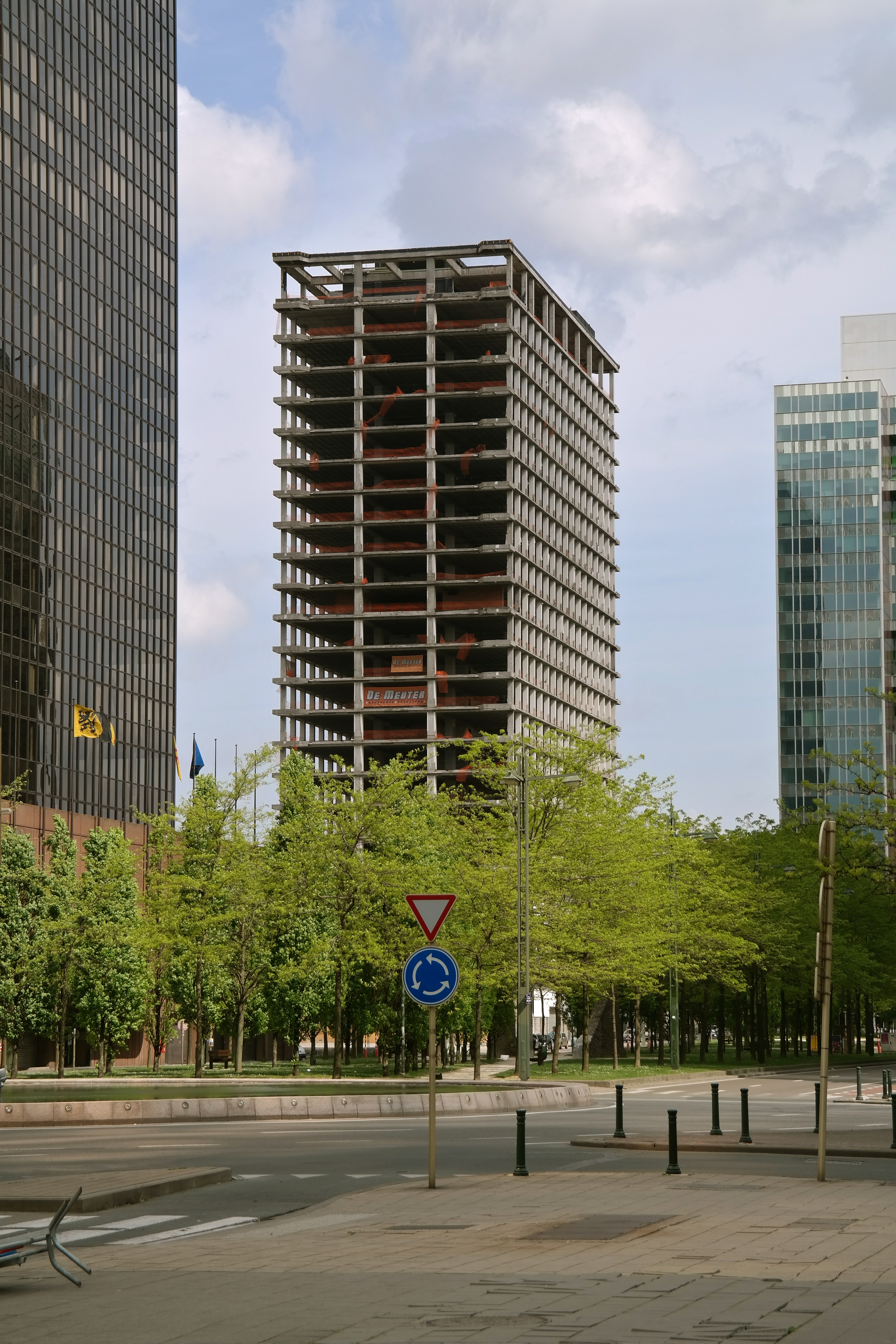
De TBR-toren in april 2014 ten tijde van de herontwikkelingsplannen
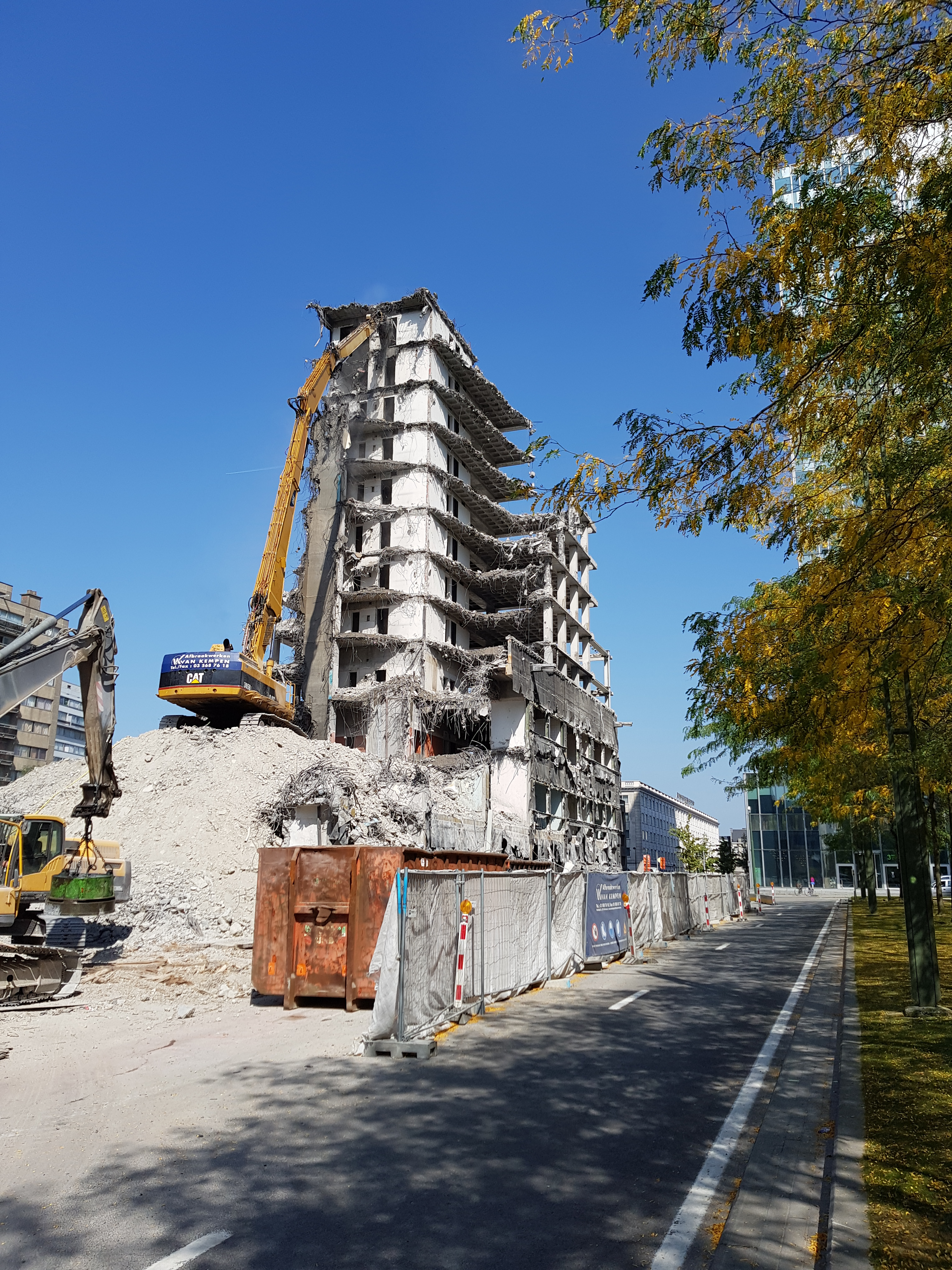
De sloop in augustus 2017